# Helina polychaeta
Helina polychaeta este o specie de muște din genul Helina, familia Muscidae, descrisă de Huckett în anul 1966.
Este endemică în California. Conform Catalogue of Life specia Helina polychaeta nu are subspecii cunoscute.